# Војна историја Азербејџана
Војна историја Азербејџана обухвата хиљаде година оружаних акција на територији која обухвата савремени Азербејџан, као и интервенције оружаних снага Азербејџана у сукобима у иностранству. Азери су вероватно наследници разних древних цивилизација и народа, међу којима су аутохтони кавкаски Албанци, иранска племена као што су Скити и Алани, те Огузи међу осталима (уз напомену да више модерних народа са Кавказа своје порекло вуче од неколико од ових древних народа).
Положај земље, на раскршћу Европе и Азије, омогућио је Азерима да имају војне контакте и са европским и са оријенталним снагама.

## Стари век

### Кавкаска Албанија
Верује се да су кавкаски Албанци најранији становници Азербејџана. Рани освајачи били су Скити у 9. веку пре нове ере. Јужни Кавказ су на крају освојили Ахемениди око 550. године пре нове ере. У овом периоду, у Азербејџану се ширио зороастризам.Александар Велики је поразио Ахмениде 330. године пре нове ере. Након пада Селеукида у Персији, 247. године пре нове ере, делове модерног Азербејџана контролише Јерменско краљевство, у периоду од 190. године пре нове ере до 428. године нове ере. Кавкаски Албанци су основали краљевство у првом веку пре нове ере и углавном су остали независни, све док Сасаниди нису учинили краљевство својом провинцијом, 252. године. Владар Кавкаске Албаније, краљ Урнејр, званично је усвојио хришћанство као државну религију у 4. веку, а Албанија ће остати хришћанска држава све до 8. века. Сасанидска влада завршила се њиховим поразом од Абасидског калифата 642. године.

## Средњи век

### Исламска освајања
Абасидски калифат је поразио Сасаниде и Византију у маршу кроз кавкаски регион. Калифат је учинио Кавкаску Албанију вазалном државом након што се хришћански отпор, на челу са кнезом Џаванширом, предао 667. године. Током 9. и 10. века, арапски аутори су почели да називају регион између Куре и Араса Аран. За то време, Арапи из Басре и Куфе дошли су у Азербејџан и заузели земље које су аутохтони народи напустили, те су постали земљопоседници. Упркос непрестаном отпору, већина становника Азербајџана преобратила се у ислам. Касније, у 10. и 11. веку, курдске династије Шададида и Равадида владале су деловима Азербејџана.

### Ширваншах династија
Ширван Шах или Шарван Шах, је била титула персијске династије арапског порекла у средњовековним исламским временима. Ширваншах династија је основала прву азербејџанску државу у области Ширван. Ширваншах династија је најдужа исламска династија исламског света.

### Селџуци и државе наследнице
Селџучки период историје Азербејџана је можда чак и кључнији од арапског освајања, јер је помогао у обликовању етничко-језичке националности модерних азербејџанских Турака.
Након пада Абасидског калифата, територија Азербејџана била је под утицајем бројних династија као што су Салариди, Саџиди, Шададиди, Равадиди и Бујиди. Међутим, почетком 11. века, територију су постепено захватили таласи огхуских турских племена који пореклом из централне Азије. Прва од тих турских династија су били Газнавиди из северног Авганистана, који су преузели део Азербејџана до 1030. године. Пратили су их Селџуци, западна фракција Огуза, који су тад већ покорили цели Иран и Кавказ и вршили притисак на Ирак, где су 1055. године свргли Бујиде у Багдаду.

### Сафавиди и успон шиитског ислама
Сафавиди су били суфијски религиозни поредак који је 1330. основао шејк Сафи Ал-Дин (1252—1334), по коме је и поредак назван.
Овај суфијски ред отворено је прешао у хетеродоксну грану дванаестог шиизма крајем 15. века. Неки следбеници Сафавида, нарочито Кизилбаши, веровали су у мистичну и езотеричну природу својих владара и њихов однос према Алији, и тако су ревносно били предодређени да се боре за њих. Сафавидски владари тврдили су да потичу од самог Алије и његове жене Фатиме, кћери пророка Мухамеда, кроз седмог имама Мусу. Број Кизилбаша повећао се у 16. веку, а њихови генерали су водили успешан рат против државе Ак Којунлу и заузели су Табриз.
Сафавиди, под Исмаилом I, проширили су своју базу, опустошили Баку (1501) и прогнали Ширваншах династију.

## Руска владавина
Након пораза од Русије у Трећем руско-персијском рату (1803–13), Персија династије Каџара је била приморана да потпише Гулистански мир 1813. године, којим су признали губитак територије. Локални канати су или укинути (као у Бакуу или Генџи) или су прихватили руско покровитељство.
Четврти руско-персијски рат (1826—28) резултирао је још једним поразом за иранску војску. Руси су диктирали још једно коначно решење по Туркменчајском споразуму, чиме су Каџари уступили кавкаске територије 1828. године. Споразумом су успостављене садашње границе Азербејџана и Ирана чиме је владавина локалних канова завршена. На територијама под руском контролом, успостављене су две провинције које су касније чиниле главнину савремене републике - Елисаветпол (Генџе) на западу и Шемахин на истоку.

### Руски грађански рат
После распада Руске империје током Руског грађанског рата, администрације на Кавказу су 1917. године формирале Закавкаски комесаријат. У априлу 1918. проглашена је Закавкаска демократска Федеративна Република, која је била покушај формирања савезне уније са Јерменијом и Демократском Републиком Грузијом. Савезна република се распала месец дана касније, а Демократска Република Азербејџан проглашена је у Генџи 28. маја 1918. године. Ово је била прва Демократска Република основана у исламском свету.

## Демократска Република Азербејџан (1918—1920)
Међу важним достигнућима Скупштине новоформиране Демократске Републике било је проширење права гласа на жене, чиме је Азербејџан постао прва муслиманска држава на свету која је женама дала једнака политичка права. У овом постигнућу, Азербејџан је претходио чак и развијеним земљама као што су Уједињено Краљевство и Сједињене Америчке Државе. Још једно важно остварење ДР Азербејџан било је и оснивање Државног универзитета у Бакуу, који је био први универзитет модерног типа основаног у Азербејџану.
Историја модерне војске Азербејџана датира из времена Демократске Републике Азербејџан, када су 26. јуна 1918. године оформљене њене оружане снаге. Први де факто министар одбране ДР Азербејџана био је др Косров беј Султанов. Када је Министарство формирано, генерал Самедбеј Мехмандаров је постао министар, а генерал-пуковник Али-Ага Шиклински његов заменик. Начелници штаба војске ДР Азербејџана били су генерал-мајор Хабиб Беј Салимов (1. август 1918 - 26. март 1919), генерал-пуковник Мамад Беј Шулкевич (26. март 1919 - 10. децембар 1919) и генерал-мајор Абдулхамид Беј Гајтабаши (10. децембар 1919 - 28. април 1920).

Неки од најпрестижнијих генерала Демократске Републике Азербејџан били су: 
- Генерал-пуковник Самад беј Мехмандаров (1855–1931)
- Генерал-пуковник Али-Ага Шиклински (1865–1943)
- Генерал-ађутант Хусеин Кан Накчивански (1863–1919)
- Генерал-мајор Абдулхамид Беј Гајтабаши (1884–1920)
- Генерал-мајор Хабиб Беј Салимов (1881–1920)
- Генерал-мајор Ибрахим беј Усубов (1875–1920)
- Генерал-мајор Мурад Гиреј Тлекас (1874–1920)
- Генерал-мајор Емир-Казим Мирза Каџар (1853–1920)
- Генерал-мајор Мамад Мирза Каџар (1872–1920)
- Генерал-мајор Алијар-Бек Гашимбеков (1856–1920)
- Генерал-мајор Давид-Бек Едигаров (1881–1920)
- Генерал-мајор Фиридун-Беј Везиров (1850–1925)
- Генерал-мајор Калил-Беј Талишканов (1859–1920)

### Морнарица
Азербејџанска морнарица је, такође, основана 1918. године. Када је Руска империја пропала, Демократска Република Азербејџан је наследила читаву руску каспијску флоту. Међу пловилима били су и топови Карс, Ардахан, Астрабад, Геок-Тепе, Арак и Баилов. Британци су такође предали свој ратни брод - некадашње руско пловило у Каспијском мору, новом, независном Азербејџану.

## Совјетска влада
Црвена армија је напала Азербејџан 28. априла 1920. године. Иако је већина новонастале азербејџанске војске била ангажована у обарању јерменске побуне која је избила у Карабаху, Азери нису брзо ни лако предали своју кратку независност 1918-20. Чак 20.000 од укупно 30.000 војника погинуло је борећи се против поновног руског освајања. Национална војска Азербејџана је укинута од стране бољшевичке владе, а 15 од 21 генерала војске је погубљено.
Током Другог светског рата, Азербејџан је играо кључну улогу у стратешкој енергетској политици Совјетског Савеза. Велики део нафте Совјетског Савеза на Источном фронту долазио је из Бакуа. Декретом Врховног Совјета Совјетског Савеза, у фебруару 1942. године, више од 500 радника и запосленика у нафтној индустрији Азербејџана је добило награде и медаље. Операција Еделвајс, коју је спровео немачки Вермахт, била је усмерена на Баку због његове важности као енергетског (нафтног) динама Совјетског Савеза. Око 800.000 Азера се борило у редовима совјетске војске, пола од којих је погинуло, а азербејџански генерал-мајор, Ази Асланов, одликован је двапут Херојем Совјетског Савеза.

## Република данас

### Рат за Нагорно-Карабах
У лето 1992. године, Министарство одбране Азербејџана, након резолуције азербејџанског председника о приватизацији јединица и формација на азербејџанској територији, проследило је ултиматум којим захтева контролу над возилима и наоружањем 135. и 139. моторизованог пука из 295. моторне дивизије. Азербејџан је био подручје распоређивања јединица 4. армије Совјетског Савеза, које су се састојале од четири моторизоване дивизије (23, 60, 296. и 75) и прописаних војних јединица које су укључивале ракетне и ваздушне бригаде и артиљеријске и ракетне пукове. Такође је чувао 49. арсенал Главне ракетно-артиљеријске управе Министарства одбране Руске Федерације (ГРАУ), која је садржала више од 7.000 комада муниције за возове до више од милијарду јединица. Пренос имовине 4. армије (изузев дела имовине 366. моторизованог пука 23. дивизије заробљене од стране јерменских оружаних формација 1992. године током повлачења пука из Степанакерта) и 49. арсенала завршен је 1992. године. Тако је до краја 1992. Азербејџан примио оружје и војну опрему довољну за отприлике четири моторизоване дивизије са прописаним војним јединицама. Такође је наследио 50 борбених авиона од распуштене војске 19. ваздухопловне одбрамбене армије и поморске бродове.
Азербејџанска армија је поднела низ разарајућих пораза од стране јерменских снага у рату за Нагорно-Карабах 1992-1994, што је резултирало губитком контроле над Нагорно-Карабахом и седам околних подручја, што чини 16% азербејџанске територије. Азербејџански извори тврде да је јерменска победа у великој мери последица војне помоћи Русије и богате јерменске дијаспоре, док Јермени делимично поричу те тврдње, наводећи да је Русија подједнако снабдевала јерменску и азербејџанску страну оружјем и плаћеницима. Током рата, азербејџанској војсци су помагали и турски војни саветници, руски, украјински, чеченски и авганистански плаћеници, али су, без обзира, ипак изгубили рат.

### 21. век
Оружане снаге Азербејџана су поново успостављене у складу са законом Републике Азербејџана о оружаним снагама Азербејџана од 9. октобра 1991. У почетку, опрема и објекти азербејџанске војске били су они које је користила 4. армија Совјетског Савеза. Оружане снаге имају три огранка: копнену војску, ваздухопловне и снаге ваздушне одбране (уједињена грана) и морнарицу. Поред оружаних снага постоји неколико паравојних формација које могу бити укључене у државну одбрану када је то потребно. То су Унутрашње трупе Азербејџана Министарства унутрашњих послова и снаге Државне граничне службе, која укључује и Обалску стражу. Азербејџанска национална гарда је резервна компонента која дјелује као полу-независни ентитет Министарства одбране Азербејџана.
Садашњи министар одбране је генерал-пуковник Сафар Абијев, а начелник штаба генерал-пуковник Најмадин Садиков.
Од пропасти Совјетског Савеза, Азербејџан покушава да даље развија своје оружане снаге у професионалну, добро обучену и мобилну војску. Од 2005, Азербејџан је повећао свој војни буџет на 2,46 милијарди долара (2009). На основу статистике из 2008, у земљи има преко 600 главних бојних тенкова, 900 оклопних борбених возила и преко 720 артиљеријских система. Авијација има око 106 авиона и 35 хеликоптера.
Азербејџан има Министарство одбране индустрије која се бави производњом малог оружја и војних авиона. Постоји нада за производњу и друге војне опреме.
Азербејџан се придружио мултинационалним снагама током рата у Ираку, а од 2006. до 2008. је слао трупе у северне делове Ирака. За ту прилику обезбеђено је 250 војника. Стотину војника је послато 29. децембра 2004. као појачање за 150 војника који су се већ налазили у земљи. Обезбедили су безбедност локалног Туркменског ентитета, верских објеката и конвоја. Јединице из Азербејџана служе са Међународним снагама за безбедносну помоћ под вођством НАТО-а у Авганистану.